# Lista latarni morskich w Estonii

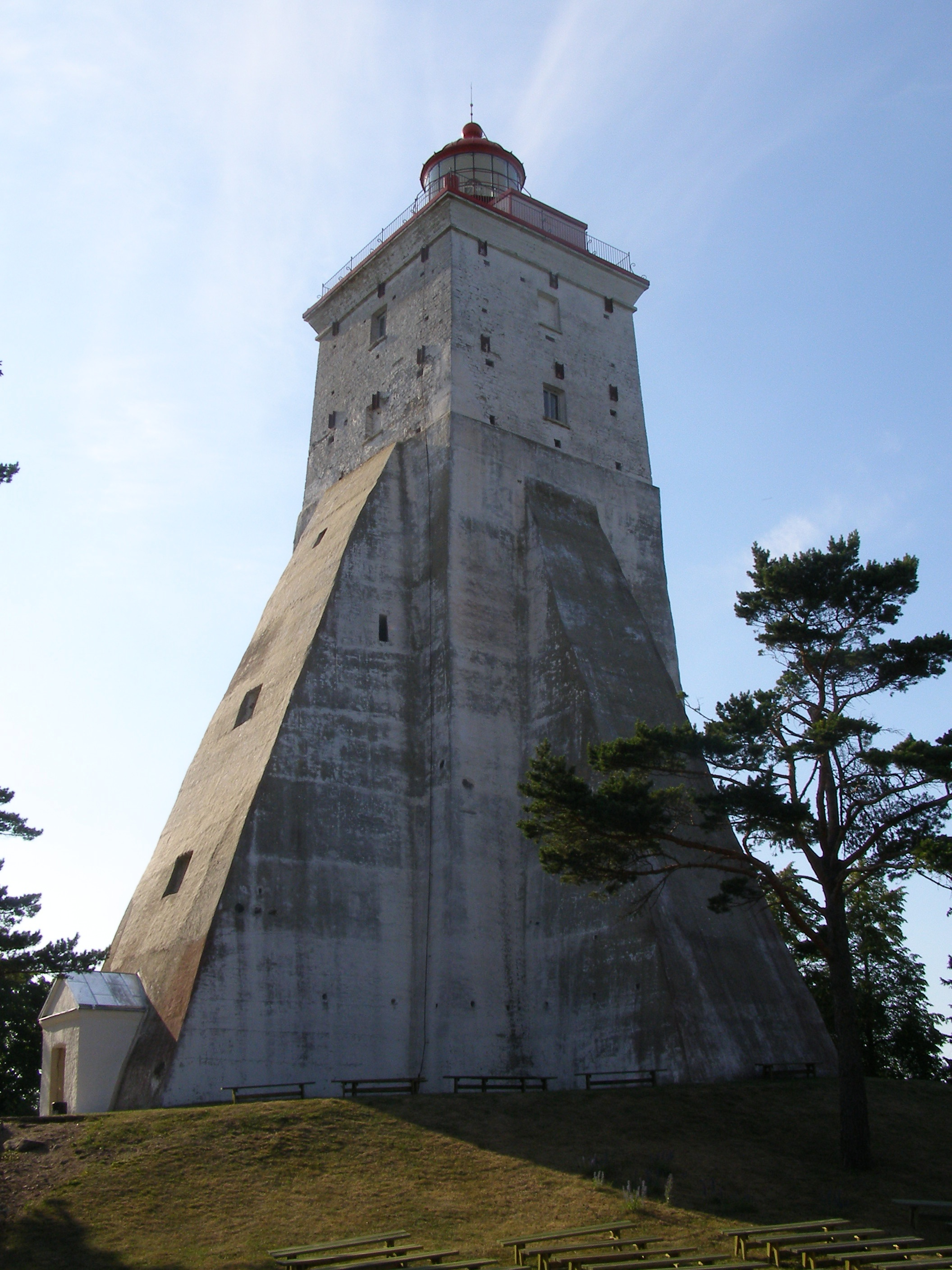
Kõpu – najstarsza i jedna z najwyższych latarni morskich w Estonii

Poniższy artykuł przedstawia listę latarni morskich w Estonii (est. tuletorn). Wieloma z nich zarządza urząd Veeteede Amet. Najwyższymi latarniami morskimi w Estonii są Pakri i Sõrve, obie mające wysokość 52 metrów. Najstarszą latarnią w tym kraju jest Kõpu ukończona w 1531.

## Latarnie morskie
| Latarnia             | Ilustracja | Akwen                           | Współrzędne                                                    | Prowincja         | Rok budowy | Wysokość wieży | Wysokość światła |
| -------------------- | ---------- | ------------------------------- | -------------------------------------------------------------- | ----------------- | ---------- | -------------- | ---------------- |
| Abruka               |            | Zatoka Ryska                    | Abruka 58°08′56,6″N 22°31′27,5″E/58,149060 22,524310           | Sarema            | 1897/1931  | 36 m           | 38 m             |
| Abruka (dolna)       |            | Zatoka Ryska                    | Abruka 58°54′36″N 22°19′41″E/58,910000 22,328000               | Sarema            | 1998       | 21 m           | 22 m             |
| Aksi                 |            | Zatoka Fińska                   | Aksi 58°21′15,8″N 25°33′14,4″E/58,354400 25,554000             | Harjumaa          |            | 15 m           | 21,5 m           |
| Anseküla             |            | Morze Bałtyckie                 | Anseküla 58°05′53,7″N 22°13′53,1″E/58,098260 22,231410         | Sarema            | 1921/1953  | 31 m           | 44 m             |
| Emmaste (dolna)      |            | Väinameri                       | Rannaküla 58°24′45,7″N 22°19′52,7″E/58,412700 22,331300        | Hiuma             | 1935       | 11 m           | 11 m             |
| Emmaste (górna)      |            | Väinameri                       | Rannaküla 58°24′45,7″N 22°20′30,8″E/58,412700 22,341900        | Hiuma             | 1947       | 19 m           | 19 m             |
| Heltermaa (dolna)    |            | Väinameri                       | Heltermaa 58°30′56,2″N 23°15′07,2″E/58,515600 23,252000        | Hiuma             | 1948       | 8 m            | 12 m             |
| Heltermaa (górna)    |            | Väinameri                       | Heltermaa 58°30′55,1″N 23°13′57,0″E/58,515300 23,232500        | Hiuma             | 1948       |                | 19 m             |
| Harilaiu             |            | Morze Bałtyckie                 | Harilaid 58°58′07,8″N 23°05′05,7″E/58,968830 23,084910         | Läänemaa          | 1849       | 19 m           | 18 m             |
| Hiiessaare           |            | Morze Bałtyckie                 | Hiiessaare 59°00′05,9″N 22°50′19,1″E/59,001630 22,838630       | Hiuma             | 1876       | 17 m           | 19 m             |
| Hülkari              |            | Zatoka Tallińska                | Naissaar 58°19′21,7″N 24°20′05,3″E/58,322700 24,334800         | Harjumaa          | 1954       | 15 m           | 20 m             |
| Ihasalu              |            | Zatoka Fińska                   | Uitru säär 58°19′21,4″N 25°49′58,8″E/58,322600 25,833000       | Harjumaa          | 1938       | 10 m           |                  |
| Juminda              |            | Zatoka Fińska                   | Juminda 59°38′48,6″N 25°30′35,0″E/59,646841 25,509734          | Harjumaa          | 1937       | 32 m           | 40 m             |
| Kaavi                |            | Cieśnina Irbe                   | Kaavi 57°58′55,9″N 22°11′43,2″E/57,982200 22,195330            | Sarema            | 1954       | 15 m           | 20 m             |
| Kallavere (dolna)    |            | Zatoka Fińska                   | Saviranna 58°18′32″N 25°08′24″E/58,309000 25,140000            | Harjumaa          | 1986       | 25 m           | 41 m             |
| Kallavere (górna)    |            | Zatoka Fińska                   | Saviranna 58°17′33,4″N 25°07′33,6″E/58,292600 25,126000        | Harjumaa          | 1986       | 40 m           | 60 m             |
| Käsmu                |            | Zatoka Fińska                   | Käsmu 59°36′17,2″N 25°55′24,1″E/59,604780 25,923360            | Virumaa Zachodnia | 1892       | 7 m            |                  |
| Keri                 |            | Zatoka Fińska                   | Keri 59°41′55,4″N 25°01′21,8″E/59,698710 25,022710             | Harjumaa          | 1724/1858  | 31 m           | 31 m             |
| Kesse (dolna)        |            | Väinameri                       | Kesselaid 58°22′32,5″N 23°14′43,4″E/58,375700 23,245400        | Sarema            | 1879       | 9 m            | 12 m             |
| Kesse (górna)        |            | Väinameri                       | Kesselaid 58°22′27,8″N 23°15′11,2″E/58,374400 23,253100        | Sarema            | 1879       | 18 m           | 23 m             |
| Kihnu                |            | Zatoka Ryska                    | Kihnu 58°05′49,4″N 23°58′16,0″E/58,097050 23,971100            | Parnawa           | 1864       | 28 m           | 29 m             |
| Kiipsaare            |            | Morze Bałtyckie                 | Harilaid 58°29′44,7″N 21°50′27,9″E/58,495760 21,841070         | Sarema            | 1879/1933  | 25 m           |                  |
| Kopli (dolna)        |            | Zatoka Tallińska                | Haabersti 58°16′01,2″N 24°24′16,6″E/58,267000 24,404600        | Harjumaa          | 1995       | 10,5 m         | 11,5 m           |
| Kopli (górna)        |            | Zatoka Tallińska                | Haabersti 58°15′21,2″N 24°24′50,4″E/58,255900 24,414000        | Harjumaa          | 1971       | 14 m           | 19 m             |
| Kõpu                 |            | Morze Bałtyckie                 | Kõpu 58°54′57,5″N 22°11′58,8″E/58,915960 22,199680             | Hiuma             | 1531       | 36 m           | 102 m            |
| Kunda                |            | Zatoka Fińska                   | Kunda 59°31′10,8″N 26°32′22,6″E/59,519660 26,539600            | Virumaa Zachodnia | 1896/1909  | 17 m           |                  |
| Kübassaare           |            | Zatoka Ryska                    | Kübassaare 58°25′42,2″N 23°17′59,6″E/58,428380 23,299900       | Sarema            | 1914/1939  | 18 m           | 20 m             |
| Laidunina            |            | Zatoka Ryska                    | Kahtla 58°22′45,9″N 23°05′17,5″E/58,379420 23,088190           | Sarema            | 1907       | 24 m           |                  |
| Letipea              |            | Zatoka Fińska                   | Letipea 59°33′08,7″N 26°36′24,7″E/59,552410 26,606860          | Virumaa Zachodnia | 1815/1951  | 14 m           | 19 m             |
| Liu                  |            | Zatoka Ryska                    | Liu 58°09′49,7″N 24°09′18,7″E/58,163800 24,155200              | Parnawa           | 1956       | 28 m           | 30 m             |
| Loode                |            | Morze Bałtyckie                 | Türju 57°58′21,8″N 21°59′01,4″E/57,972730 21,983730            | Sarema            | 1955       | 15 m           | 19 m             |
| Manilaiu             |            | Pejpus                          | Manilaid 58°07′16,3″N 24°36′00,0″E/58,121200 24,600000         | Parnawa           | 1933       | 8 m            | 9 m              |
| Mehikoorma           |            | Pejpus                          | Mehikoorma 58°14′00,4″N 27°28′35,8″E/58,233440 27,476620       | Tartu             | 1938       | 15 m           | 20 m             |
| Mohni                |            | Zatoka Fińska                   | Mohni 59°41′02,1″N 25°47′43,5″E/59,683910 25,795430            | Harjumaa          | 1806/1871  | 27 m           | 33 m             |
| Naissaar             |            | Zatoka Fińska                   | Naissaar 59°36′13,3″N 24°30′38,2″E/59,603700 24,510600         | Harjumaa          | 1788/1960  | 45 m           | 47 m             |
| Narva-Jõesuu         |            | Zatoka Fińska                   | Narva-Jõesuu 59°28′05,2″N 28°02′26,5″E/59,468100 28,040700     | Virumaa Wschodnia | 1808/1957  | 30 m           | 34 m             |
| Ninaküla             |            | Pejpus                          | Nina 58°21′45,7″N 27°07′24,2″E/58,362700 27,123400             | Tartu             | 1938       | 11 m           | 14 m             |
| Norrby (dolna)       |            | Morze Bałtyckie                 | Norrby 59°01′12,1″N 23°21′04,0″E/59,020030 23,351110           | Läänemaa          | 1916/1935  | 22 m           | 22 m             |
| Norrby (górna)       |            | Morze Bałtyckie                 | Norrby 59°00′42,0″N 23°20′51,1″E/59,011680 23,347530           | Läänemaa          | 1916/1935  | 32 m           | 35 m             |
| Osmussaare           |            | Morze Bałtyckie ↔ Zatoka Fińska | Osmussaare 59°18′13,0″N 23°21′40,2″E/59,303600 23,361180       | Läänemaa          | 1765/1954  | 35 m           | 39 m             |
| Pakri                |            | Zatoka Fińska                   | Pakri 59°23′14,6″N 24°02′15,8″E/59,387400 24,037710            | Harjumaa          | 1724/1889  | 52 m           | 73 m             |
| Pakri (starsza)      |            | Zatoka Fińska                   | Pakri 58°13′53,0″N 24°12′36,0″E/58,231400 24,210000            | Harjumaa          | 1808       | 15 m           |                  |
| Paljassaare          |            | Zatoka Tallińska                | Port Paljassaare 58°16′20,7″N 24°24′56,4″E/58,272409 24,415676 | Harjumaa          |            |                |                  |
| Paralepa (dolna)     |            | Morze Bałtyckie                 | Nõmme 58°56′02,4″N 23°28′58,0″E/58,934010 23,482780            | Läänemaa          | 1916/1934  | 16 m           | 15 m             |
| Paralepa (górna)     |            | Morze Bałtyckie                 | Nõmme 58°55′39,5″N 23°29′21,2″E/58,927630 23,489210            | Läänemaa          | 1916/1934  | 34 m           | 38 m             |
| Prangli (płd. wsch.) |            | Zatoka Fińska                   | Prangli 58°21′56,2″N 25°12′50,4″E/58,365600 25,214000          | Harjumaa          | 1954       | 30 m           | 38,5 m           |
| Prangli (płn. zach.) |            | Zatoka Fińska                   | Prangli 58°23′03,8″N 24°35′16,8″E/58,384400 24,588000          | Harjumaa          | 1960       | 13 m           | 16 m             |
| Rannapungerja        |            | Pejpus                          | Rannapungerja 58°35′04,6″N 27°06′11,9″E/58,584600 27,103300    | Virumaa Wschodnia | 1937       | 7,6 m          | 16 m             |
| Raugi (dolna)        |            | Väinameri                       | Vahtraste 58°23′28,3″N 23°10′57,4″E/58,391200 23,182600        | Sarema            |            | 25 m           | 27 m             |
| Raugi (górna)        |            | Väinameri                       | Vahtraste 58°23′05,6″N 23°11′02,4″E/58,384900 23,184000        | Sarema            |            | 40 m           | 49 m             |
| Ristna               |            | Morze Bałtyckie                 | Kalana 58°56′24,2″N 22°03′18,9″E/58,940050 22,055250           | Hiuma             | 1874       | 30 m           | 37 m             |
| Roomassaare (dolna)  |            | Zatoka Ryska                    | Kuressaare 58°07′29,6″N 22°18′07,6″E/58,124900 22,302100       | Sarema            | 1984       | 12 m           | 14 m             |
| Roomassaare (górna)  |            | Zatoka Ryska                    | Kuressaare 58°29′06,0″N 23°09′13,3″E/58,485000 23,153700       | Sarema            | 2003       | 30 m           | 33 m             |
| Ruhnu                |            | Zatoka Ryska                    | Ruhnu 57°48′04,9″N 23°15′36,5″E/57,801350 23,260150            | Sarema            | 1877       | 40 m           | 65 m             |
| Rukkirahu            |            | Morze Bałtyckie                 | Rukkirahu 58°54′15,2″N 23°21′00,5″E/58,904210 23,350130        | Läänemaa          | 1860/1940  | 16 m           | 18 m             |
| Sääretuka            |            | Zatoka Ryska                    | Sandla 58°15′38,5″N 22°49′15,6″E/58,260700 22,821000           | Sarema            | 1954       | 15 m           | 19 m             |
| Sorgu                |            | Zatoka Ryska                    | Sorgu 58°10′43,4″N 24°11′59,0″E/58,178710 24,199730            | Parnawa           | 1864/1904  | 16 m           | 19 m             |
| Sõmeri               |            | Zatoka Ryska                    | Matsi 58°21′01,1″N 23°44′23,3″E/58,350300 23,739800            | Parnawa           | 1941/1954  | 21 m           | 23 m             |
| Sõru (dolna)         |            | Väinameri                       | Hindu 58°25′26,4″N 22°17′35,5″E/58,424000 22,293200            | Hiuma             | 1934       | 11 m           | 13 m             |
| Sõru (górna)         |            | Morze Bałtyckie                 | Hindu 58°42′14,1″N 22°29′09,3″E/58,703930 22,485920            | Hiuma             | 1934       | 16 m           | 18 m             |
| Sõrve                |            | Cieśnina Irbe                   | Sääre 57°54′35,3″N 22°03′19,3″E/57,909817 22,055367            | Sarema            | 1646/1960  | 52 m           | 53 m             |
| Suurupi (dolna)      |            | Zatoka Fińska                   | Suurupi 59°28′18,0″N 24°24′59,6″E/59,471660 24,416550          | Harjumaa          | 1859       | 15 m           | 18 m             |
| Suurupi (górna)      |            | Zatoka Fińska                   | Suurupi 59°27′48,8″N 24°22′49,1″E/59,463550 24,380300          | Harjumaa          | 1760       | 22 m           | 68 m             |
| Tahkuna              |            | Morze Bałtyckie                 | Tahkuna 59°05′29,0″N 22°35′10,2″E/59,091400 22,586180          | Hiuma             | 1875       | 43 m           | 43 m             |
| Tallinn (dolna)      |            | Zatoka Fińska                   | Lasnamäe 59°26′14,0″N 24°47′55,0″E/59,437220 24,798610         | Harjumaa          | 1806       | 18 m           | 49 m             |
| Tallinn (górna)      |            | Zatoka Fińska                   | Lasnamäe 59°25′40,4″N 24°48′20,2″E/59,427890 24,805600         | Harjumaa          | 1835/1896  | 40 m           | 80 m             |
| Tallinnamadala       |            | Zatoka Fińska                   | Zatoka Fińska 59°42′43,4″N 24°43′53,4″E/59,712050 24,731500    | Harjumaa          | 1858/1969  | 31 m           | 29 m             |
| Vaindloo             |            | Zatoka Fińska                   | Vaindloo 59°49′01,6″N 26°21′38,2″E/59,817100 26,360610         | Virumaa Zachodnia | 1718/1864  | 17 m           | 20 m             |
| Vergi                |            | Zatoka Fińska                   | Vergi 58°21′54″N 26°37′48″E/58,365000 26,630000                | Virumaa Zachodnia | 1936       | 10 m           | 11 m             |
| Viirelaiu            |            | Zatoka Ryska                    | Viirelaid 58°32′41,2″N 23°26′34,9″E/58,544780 23,443030        | Sarema            | 1857/1970  | 11 m           | 15 m             |
| Vilsandi             |            | Morze Bałtyckie                 | Vilsandi 58°22′58,3″N 21°48′45,8″E/58,382870 21,812710         | Sarema            | 1809       | 37 m           | 40 m             |
| Virtsu               |            | Zatoka Ryska                    | Virtsu 58°34′02,1″N 23°30′05,8″E/58,567250 23,501600           | Läänemaa          | 1866/1951  | 18 m           | 19 m             |
| Vormsi               |            | Morze Bałtyckie                 | Sääre 59°01′39,3″N 23°07′02,7″E/59,027580 23,117410            | Läänemaa          | 1864/1871  | 24 m           | 27 m             |